# リトルハンプトン駅
リトルハンプトン駅（リトルハンプトンえき、英語: Littlehampton railway station）は、イングランドのウェスト・サセックス州リトルハンプトンにある鉄道駅。ゴヴィア・テムズリンク・レールウェイがサザン、テムズリンクの2ブランドで乗り入れている。
ウェスト・コーストウェイ線から支線が伸びており、その終点に位置する。

## 歴史
1846年、ブライトン - ポーツマス線のアランデル・アンド・リトルハンプトン駅として開業した。その後1863年8月に町への支線が開通した直後にこの駅は廃止され、フォード分岐点でポーツマス方面へ接続された。その後1887年に東行きの支線が敷設され、南側の分岐点はリトルハンプトン分岐点、東側の分岐点がアランデル分岐点と命名された。
駅舎はアランデル駅と同様のものが建設され、これが1937年まで存続した。しかし第二次世界大戦などで再開発計画は非常に遅れ、ネットワーク・サウスイーストが新コンコースと券売所の建設を始めた1987年まで元の駅舎が原型を留めていた。その後新駅舎は1988年1月に完成した。この路線が電化されたのは1938年で、当時は正式な除幕式も行われた。また1970年までは貨物の取扱いを行っていた。

## 運行頻度
平日オフピーク時の運行頻度は以下の通り。
- ロンドン・ヴィクトリア行き：毎時2本
- ボグナー・リージス（英語版）行き：毎時1本
- ポーツマス・アンド・サウスシー行き：毎時1本

ピーク時にはテムズリンクによってロンドン・ブリッジ経由ベッドフォード行きが運行される。
また日曜日にはポーツマス行きは運行されず、ロンドン行きは毎時1本となる。

## 駅構造
頭端式4面4線のホームを持つ地上駅。

### のりば
| のりば | 路線           | 方向 | 行先                                         |
| ------ | -------------- | ---- | -------------------------------------------- |
| 1・2   | ■ サザン       | 上り | ガトウィック空港、ロンドン・ヴィクトリア方面 |
| 1・2   | ■ テムズリンク | 上り | ロンドン・ブリッジ、ベッドフォード方面       |
| 3・4   | ■ サザン       | 下り | ボグナー・リージス、ポーツマス方面           |

## 隣の駅
ナショナル・レール
■ サザン（ゴヴィア・テムズリンク・レールウェイ）
ブライトン本線直通
アンマーリン駅 - リトルハンプトン駅
ウェスト・コーストウェイ線
リトルハンプトン駅 - フォード駅
■ テムズリンク（ゴヴィア・テムズリンク・レールウェイ）
アンマーリン駅 - リトルハンプトン駅